# Andy Linighan
Andrew „Andy“ Linighan (* 18. Juni 1962 in Hartlepool) ist ein ehemaliger englischer Fußballspieler und Teil der erfolgreichen Mannschaft des FC Arsenal zu Beginn der 1990er Jahre.

## Leben und Karriere
Linighan, dessen Brüder David und Brian ebenfalls Profifußballer waren, begann seine Karriere in der Geburtsstadt bei Hartlepool United. Im Jahr 1984 wechselte er zu Leeds United, bevor es ihn nacheinander zu Oldham Athletic und Norwich City zog. Vor allem mit seinen guten Leistungen bei den „Canaries“ in Norwich empfahl er sich nachhaltig für englische Spitzenvereine und so heuerte er schließlich für eine Ablösesumme von 1,25 Mio. Pfund im Jahr 1990 beim FC Arsenal an.
Mit den „Gunners“ feierte Linighan die größten Erfolge in seiner Karriere. Der Innenverteidiger gewann jeweils ein Mal die englische Meisterschaft, den FA Cup – im Finale erzielte er den entscheidenden Treffer trotz einer gebrochenen Nase – und den englischen Ligapokal. Zum Erfolg im Europapokal der Pokalsieger im Jahr 1994 trug er nur unwesentlich bei; nach einem Einsatz im Erstrundenhinspiel gegen Odense BK verlor er seinen Stammplatz an Martin Keown und trat anschließend im Wettbewerb nicht mehr in Erscheinung. 1997 wurde er an Crystal Palace weiterverkauft, wo er noch einmal Mannschaftskapitän wurde im selben Jahr in die höchste englische Spielklasse aufstieg. Nach finanziellen Problemen des Klubs musste Linghan an die Queens Park Rangers verliehen werden und kurz nach seiner Rückkehr folgte der endgültige Verkauf an Oxford United. Er beendete 2001 seine professionelle Spielerkarriere und nahm danach seinen „bürgerlichen Beruf“ als Klempner wieder auf.

## Erfolge
- Englische Meisterschaft: 1991
- Englischer Pokal: 1993
- Englischer Ligapokal: 1993